# Großeibstadt
Großeibstadt település Németországban, azon belül Bajorországban. Lakosainak száma 1058 fő (2023. december 31.).

## Népesség
A település népessége az elmúlt években az alábbi módon változott:
| Lakosok száma | 1303 | 632  | 1185 | 1170 | 1128 | 1114 | 1090 | 1075 | 1043 | 1058 |
|               | 1970 | 1975 | 2011 | 2012 | 2014 | 2015 | 2017 | 2019 | 2022 | 2023 |